# Urriparacoxi
Urriparacoxi, o Paracoxi era el cap d'un grup de nadius americans al centre de Florida en el moment de l'expedició d'Hernando de Soto a través del que avui és el sud-est dels Estats Units. "Urriparacoxi" era un títol, que significa "cap de guerra". No se sap el nom del dirigent ni del territori.

## Trobada amb de Soto
Hernando de Soto va desembarcar a la costa oest de la península de Florida l'estiu de 1539 amb un gran contingent d'homes, amb la intenció d'explorar i colonitzar el país. El lloc exacte on va desembarcar de Soto ha estat motiu de controvèrsia, però un gran nombre d'historiadors accepten com a lloc la badia de Tampa.
Poc després de desembarcar de Soto es va trobar amb Juan Ortiz, un mariner espanyol que havia estat mantingut captiu pels caps locals durant onze anys. Ortiz va parlar de Soto d'un cap anomenat Urriparacoxi que vivia cap a l'interior, que tenia un munt de blat de moro, i a qui els cacicats locals, incloent Mocoso i Uzita, pagaven tribut. De Soto hi envià un dels seus lloctinents, Baltazar de Gallegos, amb entre 80 i 180 homes (les cròniques de l'expedició difereixen) per visitar Urriparacoxi el 20 de juny.
Els habitants de la ciutat d'Urriparacoxi l'abandonaren quan els espanyols es va acostar. Els espanyols va trobar els camps de blat de moro, fesols i carabasses a la ciutat. Urriparacoxi es va negar a reunir-se personalment amb Gallegos, i negociaren a través de missatgers. Va dir Gallegos que hi havia una gran ciutat, anomenada Acuera, a tres dies de distància, i una altra gran ciutat, Ocale, dos dies més enllà. Urriparacoxi va afirmar que ambdues ciutats tenien una gran quantitat de blat de moro, i que Ocale mantengia galls dindis en els corrals i ramats de cérvols dòcils. Ell també va dir als espanyols que el poble d'Ocale tenia quantitats d'or, plata i perles.
De Soto va deixar la seva base a la costa pel territori d'Urriparacoxi amb el gruix del seu exèrcit el 15 de juliol. Sis dies més tard se li va unir Gallegos en un lloc anomenat Luca (Milanich i Hudson col·loquen provisionalment Luca, prop de l'actual ciutat de Lacoochee). Des de Luca l'exèrcit de De Soto va dirigir-se a Ocale, i no va tenir més contacte amb Urriparacoxi. Urriparacoxi desaparegué dels registres històrics després de la trobada amb l'exèrcit de De Soto.

## Localització
Les cròniques de l'expedició de Soto varien la situació de la ciutat d'Urriparacoxi a 20, 25 o 30 llegües de la costa. Milanich i Hudson situen la ciutat d'Urriparacoxi unes 25 llegües 106 kilòmetre) al nord-est de la badia de Tampa, al sud-est del comtat de Lake (Florida) i al sud-oest del comtat d'Orange (Florida), vora llac Louisa, Lake Butler, Lake Tibet, i Big Sand Lake. Els monticles vora Lake Butler, alguns dels quals s'excavaren a finals del segle xix, contenen artefactes espanyols, almenys alguns d'ells compatibles amb l'expedició de De Soto. Urriparacoxi era el cap més poderós de la regió. El seu territori arribava tan a l'oest com Luca, però no hi ha evidència d'una manera o altra, pel que de Soto i el gruix del seu exèrcit podria no haver entrat en el territori d'Urriparacoxi.

## Títol
"Urriparacoxi" era un terme timucua per a líder de guerra. "Paracousi" era el terme timucua per a "príncep o príncep de guerra", i "iri" (o "urri") era el terme timucua per a "conseller de guerra, príncep de guerra, o guerrer". Si bé això pot indicar que Urriparacoxi i la seva gent parlaven timucua, el títol podria haver estat prestat per persones que no parlaven timucua. Els préstecs entre diferents idiomes eren comuns a la regió. Per exemple, el títol "Holata" per a "cap" es va utilitzar tant en timucua i en diverses llengües muskogi. Els erudits han diferit en la direcció dels préstecs. "Urri" o "iri", que significava "guerra" va ser pres per les llengües muskogi del timucua. Hann observa, però, que si bé "holata" era comú en diversos idiomes al sud-est dels Estats Units, l'ús d'"urriparacoxi" és desconegut fora de l'àmbit de parla timucua.